# Andrew Cuomo
Andrew Mark Cuomo, född 6 december 1957 i New York, är en amerikansk demokratisk politiker, författare och advokat. Han var bostadsminister i regeringen Clinton 1997–2001. Han var guvernör i delstaten New York från 1 januari 2011 till augusti 2021.
Fadern Mario Cuomo tjänstgjorde först som delstatens statssekreterare, sedan som viceguvernör och mellan 1983 och 1994 som guvernör. Andrew Cuomo avlade 1979 kandidatexamen vid Fordham University och 1982 juristexamen vid Albany Law School. Han deltog i faderns vinnande kampanj i guvernörsvalet 1982 och var en tid en av guvernörens medarbetare.
Cuomo arbetade i några år som advokat i New York och grundade år 1986 Housing Enterprise for the Less Privileged (H.E.L.P.) Efter fyra år som biträdande bostadsminister utnämnde president Bill Clinton honom år 1997 till minister, ett ämbete som han innehade till slutet av Clintons andra mandatperiod som president.
Cuomo var delstatens justitieminister 2007–2010. Guvernör Eliot Spitzer bad honom undersöka om republikanen Joseph Bruno, majoritetsledaren i delstatens senat, hade missbrukat delstatens pengar i samband med sina resor. I stället undersökte Cuomo huruvida Spitzer hade missbrukat sina maktbefogenheter då han hade låtit polisen skugga Bruno.
År 2020 anklagades Cuomo för att ha trakasserat flera kvinnor sexuellt och Cuomo står inför brottsutredningar för dessa anklagelser. Den 10 augusti 2021 meddelade han att han kommer att avgå som guvernör i New York den 24 augusti. Viceguvernören Kathy Hochul kommer att avtjäna hans mandatperiod och blir den första kvinnliga guvernören i New York.

## Guvernör i New York
Cuomo tillträdde som New Yorks guvernör på nyårsdagen 2011. Vid ceremonin närvarade föräldrarna, flickvännen och Cuomos tre döttrar. Han hyllade företrädaren David Paterson som hade tagit över efter Eliot Spitzers sexskandal år 2008 för att ha klarat sig genom den värsta stormen. Han menade även att delstaten New Yorks trovärdighet är ett skämt och att han avser att återupprätta delstatens rykte. Av företrädarna var republikanen George Pataki och demokraten Spitzer inte bjudna till ceremonin.

## Kontrovers

### Påståenden om sexuella trakasserier
Den 13 december 2020 påstod Lindsey Boylan, en tidigare assistent för Cuomo, "[Cuomo] trakasserade mig sexuellt i flera år. Många såg det och betraktade." Boylan hävdade vidare att Cuomo "existerar utan etik" och "utnyttjar människor, inklusive mig". En talesman för Cuomo-administrationen nekade till anklagelsen.
Den 27 februari 2021 anklagade Charlotte Bennett, verkställande assistent och hälsopolitisk rådgivare för Cuomo, honom också för sexuella trakasserier och sa att han frågade henne om hennes sexliv och om hon hade haft sexuella relationer med äldre män. I ett uttalande av Cuomo förnekade han att han hade agerat opassande gentemot henne.

## Privatliv
År 1990–2005 var Cuomo gift med Robert F. Kennedys dotter Kerry Kennedy. De har tre döttrar tillsammans.